# Las Higueras Airport
Las Higueras Airport (IATA: RCU, ICAO: SAOC) är en flygplats i Argentina som betjänar Río Cuarto och Córdoba.

## Olyckor och incidenter
- 17 juli 1958: Argentine Air Force Douglas C-47A, tail number T-22, havererade vid starten på grund av ett motorfel.[1]
- 5 maj 1969: ANAC Douglas R4D-1, registration LQ-IPC, havererade vid landning varvid alla 11 ombord dog. [2]